# Anatole France
Anatole France (izg. [anatɔl fʁɑ̃s]), rojen kot François-Anatole Thibault, francoski pisatelj, *16. april 1844, Pariz, Francija, † 12. oktober 1924, Saint-Cyr-sur-Loire, Francija. 
Kot pisatelj je bil tudi v času svojega življenja uspešen romanopisec, ironičen, skeptičen, polemičen v slogu. Bil je član Francoske akademije, bil je dobitnik Nobelove nagrade za književnost leta 1921.

## Življenje

### Mladost
France je preživel kot sin prodajalca knjig velik del svojega življenja med knjigami. Tudi sam je bil velik ljubitelj knjig. Njegov oče se je ukvarjal z zbiranjem in prodajo knjig med drugim tudi na temo francoske revolucije. Knjigarna Librairie France je vsebovala tudi pomembne listine in je bila tako pomembno točka za srečavanja pomembnih šolnikov in pisateljev. Študiral je v Collège Stanislas, zasebni katoliški šoli, nato pa je predvsem pomagal svojemu očetu v prodajalni. Nekaj let za tem postane urejevalec kataloga trgovine Bacheline-Deflorenne in nato še Lemerre. Leta 1876 je bil imenovan za bibliotekarja Francoskega senata, drugega doma francoskega parlamenta.

### Književna kariera
Anatole France je pričel s svojo kariero kot pesnik in novinar. Leta 1869 je literarna revija Le Parnasse Contemporain izdala eno njegovih pesmi La Part de Madeleine. Leta 1875 je že sam sedel v komisiji, ki je izbirala kompilacijo tretje izdaje Parnasse Contemporain. Kot novinar od leta 1867 je napisal veliko člankov in vrstic. Slaven je postal z romanom Le Crime de Sylvestre Bonnard iz leta 1881. Glavna oseba romana skeptični stari šolnik Sylvester Bonnard je poosebljal francoski duh in osebnost. Roman je nagradila tudi Francoska akademija.
V La Rotisserie de la Reine Pedauque (1893) se Anatole loti vere v okultno; v Les Opinions de Jerome Coignard (1893) pa ujame duh gibanj in časa ob koncu 19.stoletja oz. fin de siècle.
France je izvoljen v članstvo Francoske akademije leta 1896.
France je imel pomembno vlogo v aferi Dreyfus. Bil je sopodpisnik Émila Zolaja v manifestu v podporo Alfreda Dreyfusa, židovskega vojaka, ki je bil obsojen vohunstva. France piše o tej precej odmevni aferi v svojem romanu leta 1901 z imenom Monsieur Bergeret.
Francejeva kasnejša dela so obsegala zelo različne teme, tako o človeški naravi, francoski revoluciji, kriminaliteti in politični fanatičnosti. 
Nagrajen je z Nobelovo nagrado za književnost leta 1921. Umrl je leta 1924 in je pokopan v Neuilly-sur-Seine pokopališču blizu Pariza.
Francejeva vsa dela so bila vpisana v Index Librorum Prohibitorum (Indeks prepovedanih knjig Rimokatoliške cerkve. To je štel za "odličje". Ta seznam je bil prepovedan leta 1966.

### Zasebno življenje
V letu 1877 se Anatole France poroči z Valérie Guérin de Sauville, s katero ima hčer Suzanne v letu 1881 (ta premine decembra 1918). Francejevi odnosi z ženskami so burni, leta 1888 prične z razmerjem z gospo Arman de Caillavet, ki vodi v javnosti zelo odmeven in cenjen salon tretje republike. Po razvezi leta 1893 je bil vpleten v različna razmerja, poroči se vnovič leta 1920 z Emmo Laprévotte.
V smislu političnih stališč je bil Anatole France socialist  in odkrit podpornik komunističnih in revolucionarnih dogodkov leta 1917 v Rusiji. Leta 1920 je odkrito podpiral novo ustanovljeno Francosko komunistično partijo.

### Ugled
Še posebej po smrti leta 1924 je njegova smrt in dediščina bila predmet intenzivne politične debate v Franciji. Še posebej so bile strupeni članki in mnenja kasnejšega kolaboranta, Pierra Drieu la Rochella. Očitali so mi vulgarnost in derivativnost. Politično in književno podporo mu je dal George Orwell, ki ga je branil kot berljivega avtorja in predvsem izpostavil "politične motive" pri napadu na Anatola.

## Dela

### Pesmi
- Les Légions de Varus, 1867
- Poèmes dorés (1873)
- Les Noces corinthiennes (1876)

### Prozainleposlovje
- Jocaste et Le Chat maigre (1879)
- Le Crime de Sylvestre Bonnard  (1881)
- Les Désirs de Jean Servien  (1882)
- Abeille  (1883)
- Balthasar (1889)
- Thaïs (1890)
- L’Étui de nacre (1892)
- La Rôtisserie de la reine Pédauque (1892)
- Les Opinions de Jérôme Coignard (1893)
- Le Lys rouge (1894)
- Le Puits de Sainte Claire (1895)
- L’Histoire contemporaine 
  - 1: L’Orme du mail (1897)
  - 2: Le Mannequin d'osier  (1897)
  - 3: L’Anneau d'améthyste  (1899)
  - 4: Monsieur Bergeret à Paris  (1901)
- Clio (1900)
- Histoire comique  (1903)
- Sur la pierre blanche  (1905)
- L'Affaire Crainquebille (1901)
- L’Île des Pingouins (Penguin Island) (1908)
- Les Contes de Jacques Tournebroche (1908)
- Les Sept Femmes de Barbe bleue et autres contes merveilleux  (1909)
- Les dieux ont soif (1912)
- La Révolte des anges  (1914)

### Zgodovinskiživljenjepis
- Vie de Jeanne d'Arc (Življenje Ivane Orleanske) (1908)

### Kritika književnosti
- Alfred de Vigny (1869)
- Le Château de Vaux-le-Vicomte (1888)
- Le Génie Latin (1909)

### Družbena kritika
- Le Jardin d’Épicure (1895)
- Opinions sociales (1902)
- Le Parti noir (1904)
- Vers les temps meilleurs (1906)
- Sur la voie glorieuse (1915)
- Trente ans de vie sociale, (v štirih zvezkih:1949, 1953, 1964, 1973)

## Povezave
1. 1 2 3 4  Лилеева И. А. Франс // Краткая литературная энциклопедия — Moskva: Советская энциклопедия, 1962. — Т. 8.
2. ↑  data.bnf.fr: platforma za odprte podatke — 2011.
3. 1 2  Франс Анатоль // Большая советская энциклопедия: [в 30 т.] — 3-е изд. — Moskva: Советская энциклопедия, 1978. — Т. 28 : Франкфурт — Чага. — С. 7-8.
4. ↑  RKDartists
5. ↑  »Anatole France«. benonsensical. 24. julij 2010. Arhivirano iz prvotnega spletišča dne 13. novembra 2012. Pridobljeno 5. julija 2015.
6. ↑  Halsall, Paul (Maj 1998). »Modern History Sourcebook: Index librorum prohibitorum, 1557–1966 (Index of Prohibited Books)«. Internet History Sourcebooks Project (Fordham University). Arhivirano iz prvotnega spletišča dne 30. avgusta 2014. Pridobljeno 5. julija 2015.
7. ↑  Current Opinion, September 1922, p. 295.
8. ↑  Edouard Leduc (2004). Anatole France avant l'oubli. Editions Publibook. str. 222–. ISBN 978-2-7483-0397-1. Pridobljeno 12. junija 2013.
9. ↑  Lahy-Hollebecque, M. (1924).
10. ↑  http://encyclopedia2.thefreedictionary.com/Anatole+France